# Jade Nassi
Jade Nassi (en arabe : جاد ناسي) de son nom complet Jade Geneviève Zohra Nassi, née le 26 avril 2003 à Vannes (Morbihan), est une footballeuse internationale marocaine jouant au poste de milieu de terrain au Havre AC.
Après avoir évolué sous le maillot des équipes de France en jeune et notamment disputer la Coupe du monde des moins de 20 ans au Costa Rica en 2022, elle représente le Maroc au niveau international depuis 2024.

## Carrière en club

### Débuts à Plescop et formation au VOC et au pôle (2012-2020)
Jade Nassi fait ses débuts à l'ES Plescop avant de rejoindre en 2016 le Vannes Olympiques pour y poursuivre sa formation de footballeuse. Ses performances font qu'elle est sélectionnée au Pôle espoirs féminin du Lycée Bréquigny à Rennes,.
« À force d'utiliser tout le papier aluminium de la maison pour fabriquer mes propres ballons, mes parents se sont rendus à l'évidence : j'étais faite pour le football »
— Jade Nassi.
Après trois saisons passées dans le club vannetais elle s'engage à l'Union sportive Saint-Malo qui évolue en D2 nationale. En parallèle du football, Jade Nassi fait des études en droit.

### Premiers pas en D2 avec Saint-Malo (2020-2022)
Jade Nassi rejoint St-Malo en août 2020 et fait sa première apparition en D2 le 6 septembre 2020 en entrant en jeu face à l'AS Nancy-Lorraine dans le cadre de la 1re journée de championnat qui voit St-Malo s'imposer 4-0.
Elle inscrit son premier but la journée qui suit contre Lille qui permet à son équipe d'obtenir le point du nul.  La journée suivante, elle est titularisée pour la première fois par Fabrice Garin face à la Roche-sur-Yon et inscrit son 2e but sous les couleurs maliouines. Le week-end suivant, elle marque son 3e but de la saison et Saint-Malo s'impose sur le score de 3-1 à domicile face au Racing Club de Strasbourg. Jade Nassi permet à son équipe de ne pas perde le match face au Racing Club de Lens le 18 octobre 2020 en inscrivant le but égalisateur en fin de partie (2-2).
Mais en raison de la pandémie de Covid-19, le championnat est arrêté juste après la 6e journée. Nassi prolonge d'une saison à Saint-Malo.
Elle retrouve la compétition le 5 septembre 2021 en entrant en jeu face à Strasbourg dans le cadre de la 1re journée de championnat D2 qui se termine sur une défaite de Saint-Malo (2-1). Durant cette saison, elle évolue entre autres avec l'internationale marocaine Salma Amani.
Le 20 novembre 2021 dans le cadre du premier tour fédéral de la Coupe de France, elle s'illustre en convertissant un pénalty en fin de partie face à Ploërmel (victoire, 5-1). Mais le parcours des « Diablesses » en Coupe nationale prend fin en 16e de finale face au Havre (défaite aux tirs au but 4-3 après 1-1 à l'issue du temps réglementaire).
Jade inscrit son seul but de la saison en championnat le 5 décembre 2021 face à la VGA Saint-Maur dans le cadre de la 10e journée de D2. Ce jour-là, c'est elle qui donne la victoire à son équipe en inscrivant l'unique but de la rencontre dans les derniers instants du match.
Elle quitte le club durant l'été 2022 pour rejoindre le FC Nantes.

### Passage au FC Nantes (2022-2023)
Après deux saisons passées à l'US Saint-Malo, Jade Nassi s'engage en juillet 2022 au FC Nantes qui évolue également en deuxième division.
«  J'avais plusieurs propositions mais j'ai fait le choix du FC Nantes parce que le projet m'intéressait énormément, m'attirait et me permettait également de pouvoir continuer mes études en même temps, ce qui est très important pour moi  »
— Jade Nassi, fcnantes.com.
Elle dispute son premier match officiel avec le club nantais en étant titularisée par Mathieu Ricoul contre Le Mans le 11 septembre 2022 dans le cadre de la 1re journée de la D2. Cependant les Nantaises perdent (2-0) et connaissent un début de saison difficile puisqu'elles concèdent sept défaites sur les sept premières journées. Il faut attendre la 8e journée, soit le 6 novembre 2022 pour voir Nantes s'imposer pour la première fois de la saison, face à l'US Orléans (1-2), grâce notamment à un but de Jade Nassi qui marque sur une reprise de volée. Ce sera d'ailleurs son seul but de la saison.
Toutefois, Nassi ne prolonge pas avec les « Canaries ». Elle quitte le club pour signer au Stade de Reims, pensionnaire de la D1 nationale.

### Découverte de la D1 avec Stade de Reims (2023-2025)
Après une saison compliquée avec le FC Nantes qui dans un premier temps a été relégué sportivement en Régional 1 puis repêché en D2, Jade Nassi s'engage au Stade de Reims qui évolue en D1. 
C'est ainsi qu'elle fait ses débuts dans l'élite du football féminin français le 16 septembre 2023 en étant titularisée par Amandine Miquel dans le cadre de la 1re journée de championnat face à l'AS Saint-Etienne dans un match qui se termine par une victoire de Reims (2-0).
Le 26 novembre 2023 elle provoque un pénalty contre le Paris FC dans un match qui se termine sur nul 1-1. La journée qui suit, elle provoque un autre pénalty, face à FC Fleury dans un match qui voit Reims s'imposer 2 buts à 0. Elle délivre sa première passe décisive de la saison la journée suivante contre le LOSC (victoire, 5-2).
Jade Nassi et Reims parviennent à se qualifier pour les play-offs. Mais s'inclinent lourdement 6 buts à 0 en demi-finale face à l'Olympique lyonnais, futur champion de France. Les Rémoises disputent alors la petite finale le 17 mai 2024 face au Paris FC au Stade Charléty pour tenter de décrocher un billet pour la Ligue des champions. Toutefois, le Stade de Reims s'incline aux tirs au but 4 buts à 2 après un score de 1-1 à la fin du temps réglementaire. Jade Nassi prend part à cette petite finale en entrant en jeu en fin de partie.

#### Deuxième saison
Jade Nassi prolonge avec Reims et dispute son premier match de la saison le 21 septembre 2024 face à l'AS Saint-Étienne dans le cadre de la première journée de championnat qui se termine par une défaite rémoise à domicile sur le score de 2 buts à 1. C'est elle qui inscrit l'unique but de son équipe et par la même occasion elle signe son premier but avec le Stade de Reims et son premier en Première Ligue.
Le 23 novembre 2024, Reims s'impose à Guingamp sur le score de 4 buts à 1. Titulaire, Jade Nassi délivre une passe décisive sur le troisième but rémois inscrit par Rachel Corboz. 
Elle inscrit son deuxième but de la saison le 29 mars 2025 contre le Le Havre dans le cadre de la 19e journée de championnat (égalité, 1-1).
À l'issue de cet exercice 2024-2025, Jade Nassi aura pris part à 17 rencontres de championnat dont 15 en tant que titulaire. Elle inscrit deux buts et délivre une passe décisive. Cependant, le club rémois ne parvient pas à se maintenir dans l'élite suite à sa défaite lors de la dernière journée (2-1, contre Strasbourg).

### Avec Le Havre (depuis 2025)
Après deux saisons passées à Stade de Reims, Jade Nassi s'engage avec Le Havre AC pour deux ans. Le club annonce sa signature le 14 juillet 2025.

## Carrière en sélection

### Avec les équipes de France (2020-2023)
Avant d'opter pour le Maroc, Jade Nassi est sélectionnée en équipe de France de la catégorie des moins de 17 ans jusqu'en moins de 23 ans.

### France -17 ans et -19 ans
Elle dispute son premier match sous la houlette de Cécile Locatelli en entrant en jeu le 19 février 2020 contre l'Allemagne dans un match amical qui se solde par une victoire française (4-3).
Jade Nassi participe ensuite avec la sélection des moins de 19 ans aux qualifications de l'Euro. Elle inscrit son premier but dans le cadre du tour élite le 9 avril 2022 à Ostrava face à l'Irlande contre qui la France s'impose 3-0. Elle récidive quelques jours plus tard en marquant un but contre la République tchèque (victoire, 5-1).

### France -20 ans et Coupe du monde 2022 au Costa Rica
Jade Nassi est sélectionnée par Sonia Haziraj pour disputer plusieurs matchs amicaux. En novembre 2021, elle prend part au tournoi amical « Costa Daurada Trophy » en Espagne durant lequel la France termine deuxième après deux victoires (face à l'Allemagne 2-1 et le Mexique 2-0) et une défaite face à l'Espagne (3-0).
Qualifiées pour la Coupe du monde 2022, les « Bleuettes » dispute en juin 2022, la « Sud Ladies Cup » en guise de préparation pour le Mondial. Durant ce petit tournoi organisé à Aubagne, Jade Nassi inscrit le seul but français face aux États-unis (défaite, 3-1). Les Françaises remportent les deux autres matchs, face aux Pays-Bas (1-0) et face au Mexique (2-1) mais Nassi n'entre en jeu dans aucune de ces deux rencontres. La Coupe du monde approche, la France et Jade Nassi se testent une dernière fois, le 29 juillet 2022 à Clairefontaine-en-Yvelines face au Ghana qui voit les « Bleuettes » s'imposer facilement (4-0).
La France débute alors la Coupe du monde par une défaite 1-0 face au Nigeria dans les dernières minutes de la rencontre durant laquelle Jade Nassi dispute un peu plus d'une demi-heure. Toutefois, les Françaises se rattrapent lors des matchs qui suivent avec deux victoires, face au Canada (3-1) et contre la Corée du Sud (1-0) avec une entrée de Jade Nassi en toute fin match dans chacune des deux rencontres. Cependant, le parcours de la France prend fin en quart de finale face au Japon dans une rencontre durant laquelle les Françaises inscrivent le but égalisateur (2-2) à la 85e minute qui les emmènent aux prolongations dans un premier temps. Alors que la France tient sa qualification pour les demi-finales et que Jade Nassi fait son entrée en jeu, le Japon égalise dans le temps additionnel des prolongations (3-3). Ainsi, une séance de tirs au but a lieu pour départager les deux équipes qui voit les Japonaises s'imposer (5-3). Jade ne participe pas à cette séance de tirs au but.
Jade Nassi connaît également une sélection avec l'équipe de France des moins de 23 ans le 24 septembre 2023 en entrant en jeu dans le cadre d'un match amical face à l'Espagne. Les Françaises s'imposent 2 buts à 1. C'est son dernier match sous les couleurs tricolores.

### En équipe du Maroc (depuis 2024)
Après avoir connu l'équipe de France en sélection de jeune, Jade Nassi opte finalement pour les « Lionnes de l'Atlas ».
« Ce ne fut pas une décision facile mais c’est une opportunité que je ne peux pas laisser passer. Je remercie l’équipe de France pour les moments passés en sélections jeunes. Je suis fière et j’ai hâte de jouer sous le maillot marocain »
— Jade Nassi.
Elle reçoit sa première convocation en équipe du Maroc le 30 mars 2024 pour prendre part à la double confrontation face à la Zambie les 5 et 9 avril 2024 dans le cadre du dernier tour des qualifications pour les Jeux olympiques 2024. Si elle parvient à s'imposer en Zambie lors du match aller le 5 avril 2024 sur le score de 2 buts à 1, la sélection marocaine ne réussit pas à se qualifier pour la phase finale des Jeux à la suite de sa défaite 2 à 0 au match retour à Rabat le 9 avril 2024 après prolongations. Si elle ne participe pas au matcha aller, Jade Nassi fait sa première apparition sous le maillot marocain en entrant en jeu lors du match retour à Rabat durant les prolongations à la place de Yasmin Mrabet,.

#### Coupe d'Afrique 2024
Jade Nassi est sélectionnée par Jorge Vilda pour une double confrontation amicale face à la RD Congo le 30 mai et le 3 juin  2024 à Berkane. Le Maroc remporte les deux rencontres. La première sur le score de 2 buts à 1 et la deuxième, 3 buts à 2. Nassi dispute la deuxième mi-temps de la première manche.
Elle est convoquée pour disputer deux matchs amicaux contre la Tanzanie et le Sénégal respectivement les 25 et 29 octobre 2024 au Stade Père-Jégo. Les Marocaines remportent les deux rencontres avec un score de 4-1 face aux Tanzaniennes et une large victoire face aux Sénégalaises, 7-0. Jade Nassi entre en fin de match face à la Tanzanie à la place de Sabah Seghir,. 
Absente aux rassemblements de novembre et de février, elle est de nouveau appelée en sélection pour disputer deux matchs amicaux contre la Tunisie et le Cameroun les 4 et 8 avril 2025 au Stade Père-Jégo. Les Marocaines s'imposent face aux Tunisiennes avec un score de 3 buts à 1. Cependant, elles s'inclinent face aux Camerounaises (0-1). Sur le banc lors des deux rencontres, elle entre en jeu seulement face à la Tunisie en fin de match,.
Toutefois, elle n'est pas retenue par le sélectionneur Jorge Vilda pour disputer la CAN 2024 qui a lieu en juillet 2025.

## Statistiques

### Statistiques détaillées en club
| Saison                | Club                  | Championnat           | Championnat | Championnat | Coupe(s) nationale(s) | Coupe(s) nationale(s) | Autres compétitions | Autres compétitions | Autres compétitions | Total | Total |
| Saison                | Club                  | Division              | M.          | B.          | M.                    | B.                    | Comp.               | M.                  | B.                  | M.    | B.    |
| 2019-2020             | Vannes OC             | Régional 2            | 9           | 13          | 1                     | 0                     | CR                  | 2                   | 3                   | 12    | 16    |
| Sous-total            | Sous-total            | Sous-total            | 9           | 13          | 1                     | 0                     | -                   | 2                   | 3                   | 12    | 16    |
| 2020-2021             | Saint-Malo            | Division 2            | 6           | 4           | -                     | -                     | -                   | -                   | -                   | 6     | 4     |
| 2021-2022             | Saint-Malo            | Division 2            | 21          | 1           | 2                     | 1                     | -                   | -                   | -                   | 23    | 2     |
| Sous-total            | Sous-total            | Sous-total            | 27          | 5           | 2                     | 1                     | -                   | -                   | -                   | 29    | 6     |
| 2022-2023             | FC Nantes             | Division 2            | 14          | 1           | 1                     | 0                     | -                   | -                   | -                   | 15    | 1     |
| Sous-total            | Sous-total            | Sous-total            | 14          | 1           | 1                     | 0                     | -                   | -                   | -                   | 15    | 1     |
| 2023-2024             | Stade de Reims        | Division 1            | 22          | 0           | 1                     | 0                     | -                   | -                   | -                   | 23    | 0     |
| 2024-2025             | Stade de Reims        | Division 1            | 17          | 2           | 0                     | 0                     | -                   | -                   | -                   | 17    | 2     |
| Sous-total            | Sous-total            | Sous-total            | 39          | 2           | 1                     | 0                     | -                   | -                   | -                   | 40    | 2     |
| 2025-2026             | Le Havre AC           | Division 1            | 0           | 0           | 0                     | 0                     | -                   | -                   | -                   | 0     | 0     |
| Total sur la carrière | Total sur la carrière | Total sur la carrière | 89          | 21          | 5                     | 1                     | -                   | 2                   | 3                   | 96    | 25    |